# Marquesado de Santa María de Silvela

Francisco Silvela, marqués consorte de Santa María de Silvela.

El marquesado de Santa María de Silvela es un título nobiliario español creado por la reina regente María Cristina de Habsburgo-Lorena y concedido, en nombre del rey Alfonso XIII, a favor de María de la Concepción de la Viesca y Roiz de la Parra, en memoria de su esposo Francisco Agustín Silvela y Casadó, vicepresidente del Congreso de los Diputados, mediante real decreto del 10 de junio de 1893 y despacho expedido el 3 de julio del mismo año.
La primera marquesa recibió la grandeza de España en este título por decreto del 6 de febrero de 1922 y real despacho del día 21 del mismo mes.

## Marqueses de Santa María de Silvela
|                           | Titular                                                | Periodo                   |
| Creación por Alfonso XIII | Creación por Alfonso XIII                              | Creación por Alfonso XIII |
| ------------------------- | ------------------------------------------------------ | ------------------------- |
| I                         | María de la Concepción de la Viesca y Roiz de la Parra | 1893- 1940                |
| II                        | Federico Carlos de Silvela y de la Viesca              | 1940-1946                 |
| III                       | Francisco Carlos de Silvela y Pidal                    | 1946-1955                 |
| IV                        | Álvaro Silvela de la Viesca y Casadó                   | 1955-1972                 |
| V                         | Irena Silvela de la Viesca y Pfefferle                 | 1973-hoy                  |

## Historia de los marqueses de Santa María de Silvela
- María de la Concepción de la Viesca y Roiz de la Parra (n. Santander, 28 de octubre de 1865), I marquesa de Santa María de Silvela, V condesa de condesa de San Mateo de Valparaíso.[2]

Casó el 31 de mayo de 1886, en Madrid, con Francisco Agustín Silvela y Casadó, senador del reino, gentilhombre del rey y vicepresidente del Congreso. Le sucedió su hijo:
- Federico Carlos de Silvela y de la Viesca (Madrid, 14 de enero de 1889-Nueva York, 20 de abril de 1946), II marqués de Santa María de Silvela, VI conde de San Mateo de Valparaíso, diplomático.[2]

Casó con María de las Mercedes Pidal y Bernaldo de Quirós. En 1951 le sucedió su hijo.
- Francisco Carlos de Silvela y Pidal (m. 1955), III marqués de Santa María de Silvela, VII conde de San Mateo de Valparíso.[2]

Falleció soltero. El 15 de febrero de 1957 le sucedió su tío:
- Álvaro Silvela de la Viesca y Casadó (1899-Madrid, 17 de abril de 1972[4]), IV marqués de Santa María de Silvela, V marqués del Castañar, VIIi conde de San Mateo de Valparaíso, ministro plenipotenciario, embajador de España en Honduras, caballero de las órdenes de Carlos III, de Alfonso XII, de Alfonso X el Sabio, de la de Malta, del Real Cuerpo de la Nobleza de Cataluña, de la Corona de Italia, de la Corona de Bélgica, de San Alejandro de Bulgaria, Gran Cruz de la Orden del Santo Sepulcro, encomienda del Mérito Civil y Mérito Agrícola en España y de San Silvestre en Roma.[2]

Casó el 16 de diciembre de 1939, en Tesino (Suiza), con Liselotte Pfefferle Kurz-Deissler. El 5 de septiembre de 1973, previa orden del 4 de abril del mismo año para que se expida la correspondiente carta de sucesión (BOE del día 27 del mes), le sucedió su hija:
- Irena Silvela de la Viesca y Pfefferle, V marquesa de Santa María de Silvela, VI marquesa del Castañar.[1]

Casó con Luis del Castillo y Escandón.